# Campos Novos Paulista
Campos Novos Paulista este un oraș în São Paulo (SP), Brazilia.